# Helena Z. Lopata
Helena Znaniecki Lopata (* 1. Oktober 1925 in Posen; † 12. Februar 2003 in Milwaukee) war eine US-amerikanische Soziologin, die aus Polen stammte. Sie forschte und lehrte als Professorin an der Loyola University Chicago. 1983/84 amtierte sie als Präsidentin der Society for the Study of Social Problems.
Lopata wurde als Helena Beatrice Znaniecka geboren, sie war die Tochter des prominenten Soziologen Florian Znaniecki und dessen zweiter Ehefrau, der amerikanischen Rechtsanwältin Eileen Markley. 1939 wurden sie und ihre Mutter von den deutschen Besatzern Polens in einem Konzentrationslager inhaftiert, während der Vater Gastprofessor in den USA war. Der Mutter gelang aber, eine Ausreisegenehmigung für sich und die Tochter zu erhalten. 1946 heiratete Znaniecka den Chicagoer Geschäftsmann Richard Lopata, mit dem sie einen Sohn und eine Tochter hatte. Ihren Bachelor- und Master-Abschluss in Soziologie machte sie an der University of Illinois at Urbana-Champaign, wo ihr Vater lehrte. 1954 wurde sie an der University of Chicago zur Ph.D. promoviert. Bevor sie Professorin an der Loyola University wurde, lehrte sie an der Roosevelt University und der DePaul University in Chicago.
Wie ihr Vater forschte sie über soziale Rollen und polnische Amerikaner. Außerdem forschte sie zu Doppelverdiener-Familien, Gerontologie und Witwenschaft.

## Schriften (Auswahl)
- Circles and settings. Role changes of American women. State University of New York Press, Albany 1994.
- Women as widows. Support systems. Elsevier, New York 1979.
- Polish Americans. Status competition in an ethnic community. Prentice-Hall, Englewood Cliffs 1976.
- Occupation: housewife. Oxford University Press, New York 1971.
- The Life Course of a Sociologist, in: Ann Goetting, Sarah Fenstermaker (Hrsg.): Individual voices, collective visions : fifty years of women in sociology. Philadelphia : Temple University Press, 1995, S. 185–199